# Andrea Galindo
Andrea Carolina Galindo Rodriguez (* 2. September 1982 in Bogotá) ist eine kolumbianische Beachvolleyballspielerin.

## Karriere
Andrea Galindo spielt bis auf wenige Ausnahmen seit 2007 mit ihrer Schwester Claudia Galindo. 2007 traten die beiden Schwestern bei den Panamerikanischen Spielen in Rio de Janeiro an und erreichten den fünften Rang. 2011 absolvierten sie ihr erstes Open-Turnier der FIVB World Tour in Brasília. Die restlichen Turniere des Jahres spielte Andrea Galindo mit Sara Fraija in Québec sowie mit Vivian Jimenez in Åland und Den Haag. Bei den Panamerikanischen Spielen 2011 in Guadalajara waren die Schwestern wieder vereint und belegten erneut den fünften Rang. Auf der World Tour 2012 spielten sie drei Open-Turniere und den Grand Slam in Stare Jabłonki, ohne vordere Platzierungen zu erreichen. 2013 kamen sie auf der kontinentalen Tour regelmäßig in die Top Ten, während sie in der FIVB-Serie ihre besten Ergebnisse mit den 25. Plätzen bei den Anapa Open und dem Grand Slam in São Paulo hatten. 2014 spielten sie auf der World Tour nur diesen Grand Slam mit dem gleichen Ergebnis. 2015 waren sie bei den FIVB-Turnieren gar nicht vertreten und traten neben der kontinentalen Serie lediglich bei den Panamerikanischen Spielen in Toronto an, wo sie Sechste wurden.
2016 gelang ihnen in der CSV-Serie ein Finaleinzug beim Heimturnier in Cartagena. Anschließend spielte Andrea Galindo drei Turniere mit Diana Rios und Yuli Ayala. Bei den Fortaleza Open spielten die Galindo-Schwestern ihr einziges Turnier der World Tour 2016. 2017 traten sie neben den kontinentalen Turnieren bisher nur beim gering bewerteten FIVB-Turnier (ein Stern) in Agadir an, wo sie Fünfte wurden. Über die CSV-Vorentscheidung qualifizierten sie sich für die Weltmeisterschaft 2017 in Wien. Dort verloren sie in der Vorrunde unter anderem gegen das deutsche Duo Laboureur/Sude und schieden ohne Satzgewinn als Gruppenletzte aus.